# Campionatul Mondial de Scrimă din 1987
Campionatul Mondial de Scrimă din 1987 s-a desfășurat în perioada 16–26 iulie la Lausanne în Elveția.

## Rezultate

### Masculin
| Probă                 | Aur                                                                                  | Argint                                                                              | Bronz                                                                            |
| Spadă la individual   | Volker Fischer (FRG)                                                                 | Andrei Șuvalov (URS)                                                                | Wilfredo Loyola (CUB)                                                            |
| Spadă pe echipe       | Uniunea Sovietică Vladimir Reznicenko Serghei Kravciuk Andrei Șuvalov Mihail Tișko   | RFG Alexander Pusch Elmar Borrmann Volker Fischer Thomas Gerull Arnd Schmitt        | Franța Philippe Riboud Philippe Boisse Éric Srecki Jean-Michel Henry             |
| Floretă la individual | Matthias Gey (FRG)                                                                   | Matthias Behr (FRG)                                                                 | Federico Cervi (ITA)                                                             |
| Floretă pe echipe     | RFG Matthias Gey Matthias Behr Thorsten Weidner Ulrich Schreck Klaus Reichert        | Franța Philippe Omnès Youssef Hocine Patrick Groc Patrice Lhotellier                | Ungaria · Zsolt Érsek · István Busa · Róbert Gátai · István Szelei               |
| Sabie la individual   | Jean-François Lamour (FRA)                                                           | György Nébald (HUN)                                                                 | Robert Kościelniakowski (POL)                                                    |
| Sabie pe echipe       | Uniunea Sovietică Andrei Alșan Heorhii Pohosov Serghei Mindirgasov Serghei Koriașkin | Bulgaria · Hristo Etropolski · Vasil Etropolski · Gheorgi Ciomakov · Nikolai Mateev | Franța Jean-François Lamour Philippe Delrieu Pierre Guichot Hervé Granger-Veyron |

### Feminin
| Probă                 | Aur                                                                                         | Argint                                                                                        | Bronz                                                                                              |
| Floretă la individual | Elisabeta Tufan (ROU)                                                                       | Zita Funkenhauser (FRG)                                                                       | Luan Jujie (CHN)                                                                                   |
| Floretă pe echipe     | HUN · Zsuzsanna Jánosi · Edit Kovács · Gertrúd Stefanek · Katalin Tuschák · Zsuzsanna Szőcs | ROU · Elisabetta Tufan · Reka Szabo · Claudia Laura Grigorescu · Georgeta Beca · Rozalia Oros | Italia Margherita Zalaffi Annapia Gandolfi Giovanna Trillini Dorina Vaccaroni Francesca Bortolozzi |

## Clasament pe medalii
| Loc | Țară              | Aur | Argint | Bronz | Total |
| --- | ----------------- | --- | ------ | ----- | ----- |
| 1   | RFG               | 3   | 3      | 0     | 6     |
| 2   | Uniunea Sovietică | 2   | 1      | 0     | 3     |
| 3   | Franța            | 1   | 1      | 2     | 4     |
| 4   | Ungaria           | 1   | 1      | 1     | 3     |
| 5   | Romania           | 1   | 1      | 0     | 2     |
| 6   | Bulgaria          | 0   | 1      | 0     | 1     |
| 7   | Italia            | 0   | 0      | 2     | 2     |
| 8   | Cuba              | 0   | 0      | 1     | 1     |
| 8   | China             | 0   | 0      | 1     | 1     |
| 8   | Polonia           | 0   | 0      | 1     | 1     |